# Cão de gado transmontano
Cão de gado transmontano[Nota] é uma antiga raça de cães de trabalho de grande porte, do tipo cão guardião de gado (de gado ovino e caprino), originária da região de Trás-os-Montes, Portugal.
Recentemente, em 2020, foi anunciado no dia 4 de Março, que a raça foi reconhecida provisoriamente pela FCI, onde deve permanecer por 10 anos antes de receber o reconhecimento definitivo.
Considera-se que esteja possivelmente relacionado geneticamente a origem do cão fila brasileiro e original fila brasileiro, e que, provavelmente, é um descendente do extinto Alão português.

## História
A origem desta raça une-se à história de todos os mastins ibéricos e a sua evolução está ligada à rota da transumância na Península. Companheiro do pastor com funções específicas de guarda contra o ataque do lobo, desde sempre prolífero na zona. Em épocas remotas, este cão fixou-se nas regiões altas de Portugal, nomeadamente em Trás-os-Montes.
Nesta região montanhosa, que se caracteriza por campos íngremes de pastos e de difícil acesso rodoviário, esta raça adaptou-se às condições da região e ao tipo de gado ovino e caprino que, tradicionalmente tem pastagem nestas áreas, evoluindo, até se fixar morfologicamente, em perfeita simbiose com as condições e o tipo de trabalho que lhe foi solicitado.